# Ganglio inferior del nervio vago
El ganglio inferior del nervio vago (ganglio nodoso) es un ganglio sensorial del sistema nervioso periférico. Se encuentra dentro del foramen yugular donde el nervio vago sale del cráneo. Es más grande que el ganglio superior del nervio vago y está por debajo de él.

## Estructura
Las neuronas en el ganglio inferior del nervio vago son pseudounipolares y proporcionan inervación sensorial (aferente somática general y  fibras aferentes viscerales generales ). Los axones de las neuronas que inervan las papilas gustativas se sinapsulan en la porción rostral del núcleo del tracto solitario (núcleo gustativo). Los axones de las neuronas que proporcionan información sensorial general se sinapsulan en el núcleo del trigémino espinal. Los axones de las neuronas que inervan los cuerpos aórticos, el arco aórtico, el tracto respiratorio y gastrointestinal, se sinapsulan en la parte caudal del núcleo solitario.

## Función
Las neuronas del ganglio inferior del nervio vago inervan las papilas gustativas de la epiglotis, los quimiorreceptores de los cuerpos aórticos y los barorreceptores del arco aórtico. Lo más importante es que la mayoría de las neuronas del ganglio inferior proporcionan inervación sensorial al corazón, las vías respiratorias y gastrointestinales y otros órganos abdominales. 

## Desarrollo
Las neuronas en el ganglio inferior del nervio vago se derivan embrionariamente de placodas neurogénicas epibranquiales. 